# A través de tu mirada
A través de tu mirada (bra: Através da Minha Janela 3: Olhos nos Olhos; prt: Da Minha Janela 3: A Olhar Para Ti) é um filme espanhol de 2024 de drama romântico dirigido por Marçal Forés e escrito por Eduard Solà, baseado nos personagens do romance A través de mi ventana, criados por Ariana Godoy. É uma sequência de A través de mi ventana (2022) e A través del mar (2023), e a terceira e última parte da trilogia. É estrelado por Clara Galle e Julio Peña Fernández. Foi lançado na Netflix em 23 de fevereiro de 2024.

## Premissa
Já faz um tempo que Raquel (Clara Galle) e Ares (Julio Peña) deixaram de ser um casal. No Natal, ele decide voltar para casa e os dois acabam se reencontrando. Eles poderiam se cumprimentar cordialmente e nada mais, mas reencontrar-se desperta algo difícil de conter em ambos: a tensão entre o Deus Grego e a Bruxa ainda está intacta e não vai demorar muito até ela ficar irresistível.

## Elenco
- Clara Galle como Raquel Mendoza
- Julio Peña Fernández como Ares Hidalgo
- Eric Masip como Artemis Hidalgo
- Hugo Arbués como Apolo Hidalgo
- Natalia Azahara como Daniela Fernández
- Emilia Lazo como Claudia Martínez
- Andrea Chaparro como Vera Herrando
- Iván Lapadula como Gregório Garrido
- Carla Tous como Anna Garrido

## Produção
Em 15 de fevereiro de 2022, após o sucesso de A través de mi ventana, a Netflix anunciou que havia encomendado duas sequências para o filme, que se desviariam das sequências literárias, intituladas A través de ti e A través de la lluvia, onde protagonizaram os irmãos Apolo e Artemis Hidalgo, respectivamente, para continuar a história original dos personagens Raquel e Ares. Em junho de 2023, dias antes da estreia de A través del mar, a Netflix revelou durante o Festival Tudum de 2023 que o terceiro filme se chamaria A través de tu mirada. Nesse mesmo mês, em 26 de junho, apenas três dias após a estreia do segundo filme, os atores principais da saga, Clara Galle e Julio Peña Fernández, revelaram que o terceiro filme já havia sido filmado, pois foi gravado em conjunto com o segundo filme da trilogia entre abril e julho de 2022.

## Lançamento
Junto com a revelação do título, a Netflix anunciou durante o Festival Tudum que A través de tu mirada chegaria em 2024. Em dezembro de 2023, a plataforma divulgou as primeiras imagens do filme e confirmou a data de lançamento para 23 de fevereiro de 2024.

## Recepção

### Resposta da crítica
A través de tu mirada recebeu críticas negativas. Pablo Juan Nieto, do site Los Lunes Seriéfilos, questionou a ideia de adaptar o romance de Godoy para uma trilogia cinematográfica, dizendo que "são três filmes e, sem dúvida, ainda há material para uma série com várias temporadas" e descrevendo os três filmes como "superficiais, com uma resolução precipitada dos conflitos e com um ritmo acelerado mas sem emoção", e do terceiro filme em particular que "parece limitar-se a adaptar o material do livro sem fazer alterações arriscadas" e que "continua a perpetuar uma longa lista de estereótipos normativos", concluindo que a obra "tenta terminar de concluir o que já vimos na parte anterior, A través del mar, mas sem um resultado melhor." Lionel Marrero, da Soydecine, descreveu o filme como "tão contínuo em todas as suas cenas que sentimos que, como esperado, não estamos vendo nada de novo" e também questionou se teria sido melhor fazer uma série em vez de uma trilogia de filmes, além de chamar os personagens de "indivíduos estereotipados e extremamente simples", além de dizer que o enredo "não é inovador o suficiente para justificar a produção de um novo filme" e que é "tão previsível que chega a ser enfadonho", concluindo que, apesar de não ser o seu público-alvo, "o público adolescente merece mais" e que "o melhor deste [filme] é que, finalmente, a trilogia termina aqui."